# Sebastiano de Rubeis
Sebastiano de Rubeis, o Bastiano Vio de Rubeis o anche Sebastiano Rossi (Burano, ... – 1542), è stato un vescovo cattolico e scrittore italiano.

## Biografia

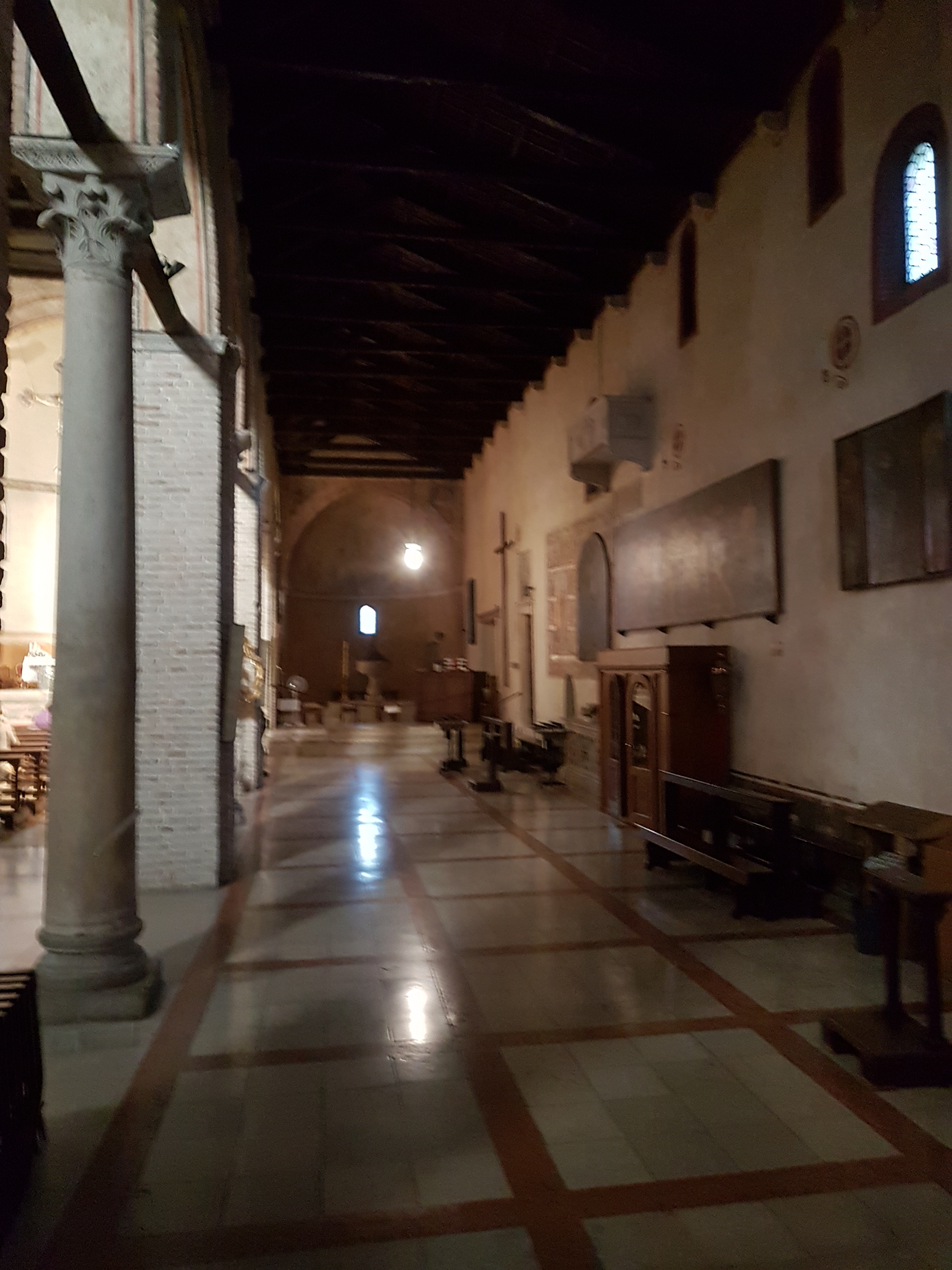
Navata destra del Duomo di Caorle. Alla parete il sarcofago del vescovo Daniele De Rubeis con, sotto, la lapide commemorativa posta dal nipote Sebastiano.

Le notizie sul vescovo Sebastiano de Rubeis nelle fonti storiche dell'epoca sono scarne. Il Coronelli dà notizia che era originario di Burano, come lo zio Daniele. Della provenienza di quest'ultimo si è certi per la lapide funeraria in memoria del vescovo Daniele apposta dallo stesso Sebastiano nella cattedrale di Caorle, che recita:
BVRANO · EPI CAPRVL · HIC REQ-
VIESCVNT OSSA · SEBASTIANVS
NEPOS EPS CAPRVL ·
POSVIT ·»
(Del Reverendissimo Signor Don Daniele De Rubeis da Burano vescovo di Caorle qui riposano le ossa. Sebastiano nipote vescovo di Caorle pose.)
Le fonti storiche, tuttavia, spesso identificano entrambi come facenti parte del ramo cividalese della famiglia. Ciò è probabilmente ascrivibile al fatto che entrambi i prelati furono inizialmente canonici del capitolo della Pieve di Santa Maria della città friulana, un tempo una delle città principali del patriarcato di Aquileia insieme ad Udine. Di Sebastiano, in particolare, Gusso e Gandolfo riportano che fu anche arciprete di San Bartolomeo di Borcano, nei pressi di Brescia.
Il 30 ottobre 1538 succede allo zio Daniele come vescovo di Caorle. Secondo il Liruti, questo passaggio sarebbe avvenuto per espressa rinuncia del vescovo Daniele in favore del nipote, testimonianza questa di una prassi nepotistica assai in voga in quel periodo: era infatti avvenuto per il patriarca di Aquileia Domenico Grimani, che aveva lasciato la cattedra al nipote Marino. Entrambi i vescovi De Rubeis, d'altra parte, servirono ai patriarchi della famiglia Grimani quali vicari in pontificalibus, Daniele per Marino e Marco Grimani, mentre Sebastiano per Marino, che nel frattempo aveva riassunto il titolo di patriarca dal fratello. Per altri autori, invece, la successione sarebbe avvenuta alla morte di Daniele, o comunque non viene menzionato il motivo della successione. C'è poi da notare come il Liruti ed il Coronelli, nell'annotare la successione, indichino il nipote come Bastiano Vio (Sebbastiano Vio, nel caso del Coronelli) De Rubeis, unici nella letteratura.
Come vescovo di Caorle non restano testimonianze del vescovo Sebastiano, eccetto la lapide funeraria dello zio Daniele citata in precedenza. Quale vicario del patriarca Marino Grimani, si sa che consacrò la chiesa di San Giuseppe e San Pantaleone a Spilimbergo l'11 giugno 1541. Di Sebastiano De Rubeis, tuttavia, è rimasto uno dei più completi libri di famiglia italiani, intitolato De Rubeis Civitalensis Liber Familiaris. Dopo l'introduzione di Daniele De Rubeis, con il resoconto di un viaggio scritto in latino nel 1535, il grosso del corpo del testo è composto da Le Note di un viaggio per l'Italia, scritto da Sebastiano De Rubeis «Vescovo di Caorle, suffraganeo del patriarca di Aquileja».
Morì nel 1542, dopo soli quattro anni sulla cattedra caprulana.